# Cleistocactus chrysocephalus
Cleistocactus chrysocephalus är en kaktusväxtart som först beskrevs av Friedrich Ritter, och fick sitt nu gällande namn av Mottram. Cleistocactus chrysocephalus ingår i släktet Cleistocactus, och familjen kaktusväxter. Inga underarter finns listade i Catalogue of Life.